# Американ Форк
Американ Форк (на английски: American Fork) е град в окръг Юта, щата Юта, САЩ. Американ Форк е с население от 21 941 жители (2000) и обща площ от 19,5 km². Намира се на 1404 m надморска височина. ЗИП кодът му е 84003, а телефонният му код е 385, 801.